# Viticoltura in Giordania
La viticoltura in Giordania ha radici storiche antiche con una tradizione che si intreccia con le pratiche agricole locali e le tradizioni religiose, in particolare quelle cristiane. Pur non essendo uno dei principali settori agricoli del paese, la produzione di vino giordano sta conoscendo un'importante fase di sviluppo.

## Storia

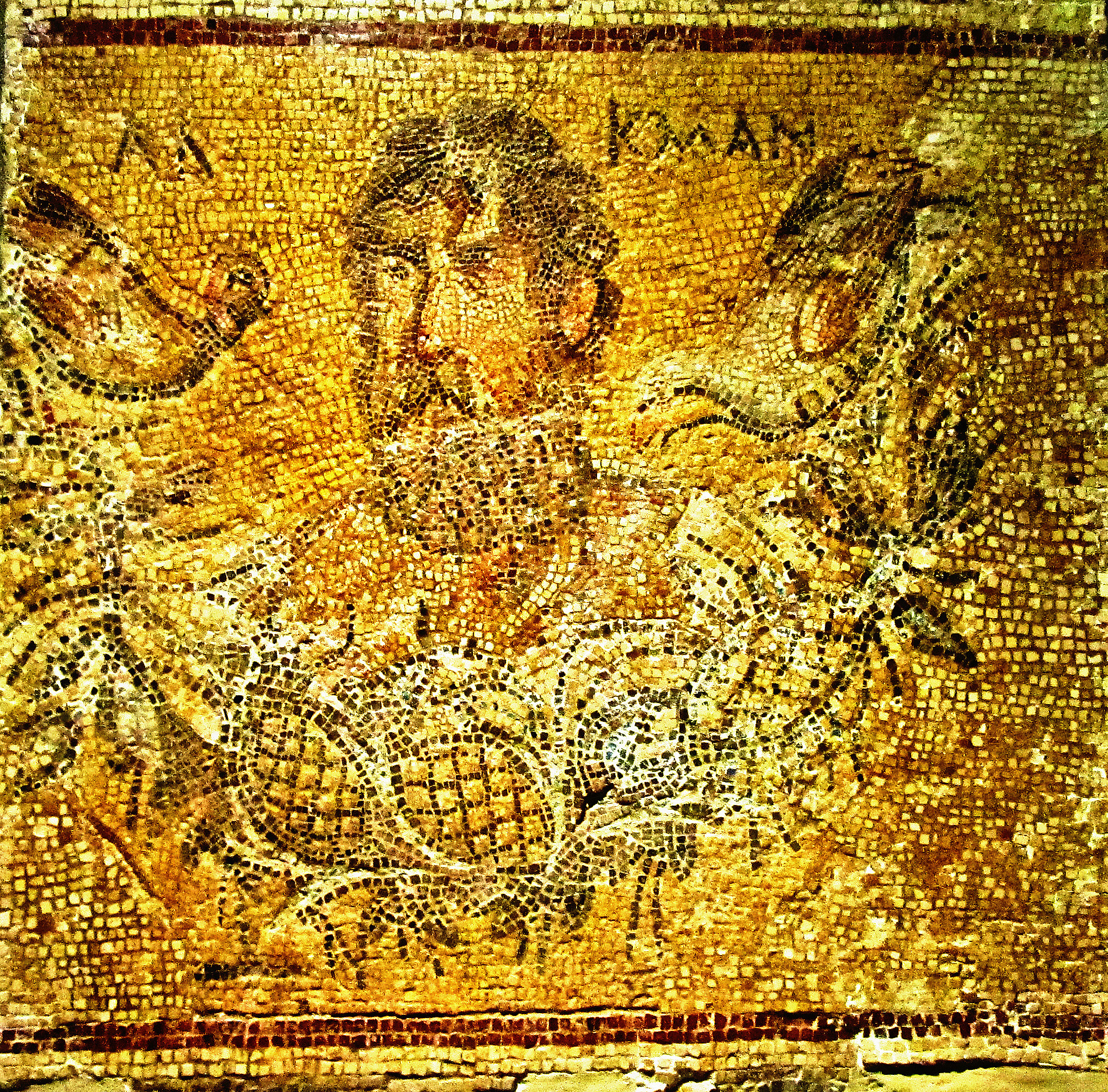
Mosaico romano a Jerash, Giordania, raffigurante il poeta greco Alcmane che beve vino (fine II-III secolo d.C.)

La produzione di vino in Giordania affonda le sue radici nell'antichità, con testimonianze storiche che suggeriscono la vinificazione fin dal periodo nabateo. Le terre giordane sono state un crocevia di culture e civiltà che hanno contribuito a mantenere viva la tradizione vinicola. Sebbene la viticoltura non sia mai stata una delle principali fonti economiche del paese, la sua storia è legata alla presenza cristiana che ha tradizionalmente considerato il vino come un simbolo di fede e di rito. In tempi più recenti l'industria vinicola ha visto un'espansione, in particolare con l'incremento delle aziende vinicole private che hanno iniziato a produrre vini di alta qualità.

## Clima
Il clima della Giordania è di tipo mediterraneo, caratterizzato da estati calde e secche e inverni miti. Queste condizioni favorevoli, in particolare nelle regioni collinari, rendono il paese ideale per la coltivazione della vite. Le viti sono piantate principalmente in zone altimetriche più elevate, dove la temperatura è più moderata rispetto alle pianure desertiche. Il suolo varia da argilloso a sabbioso, e questo influisce sulle caratteristiche dei vini prodotti. L'irrigazione è una pratica comune, soprattutto nelle aree più aride, e viene utilizzata per garantire una produzione costante.

## Regioni vitivinicole
Le principali regioni vitivinicole della Giordania si trovano nelle zone collinari centrali e nel nord del paese. L'area di Karak, situata a sud della capitale Amman, è una delle più rinomate per la produzione di vino grazie al suo clima favorevole e ai terreni ricchi. Altre regioni, come quella di Madaba e la zona intorno al Monte Nebo, sono anche conosciute per la loro tradizione vinicola e per la crescente presenza di cantine. L'industria vinicola giordana si concentra in gran parte su piccole aziende a conduzione familiare che producono vini artigianali di alta qualità, spesso con un forte legame con il territorio e la tradizione.

## Vitigni
I vitigni coltivati in Giordania includono varietà autoctone e internazionali. Tra i vitigni più diffusi ci sono il Cabernet Sauvignon, il Merlot e il Syrah che si adattano bene al clima giordano e sono utilizzati per produrre vini rossi di buona struttura. Inoltre, varietà bianche come lo Chardonnay e il Viognier sono coltivate per la produzione di vini freschi e aromatici. Sebbene le varietà tradizionali del Mediterraneo siano più comuni, negli ultimi anni i produttori giordani hanno iniziato a sperimentare con varietà meno conosciute per offrire un'ampia gamma di vini

## Vini

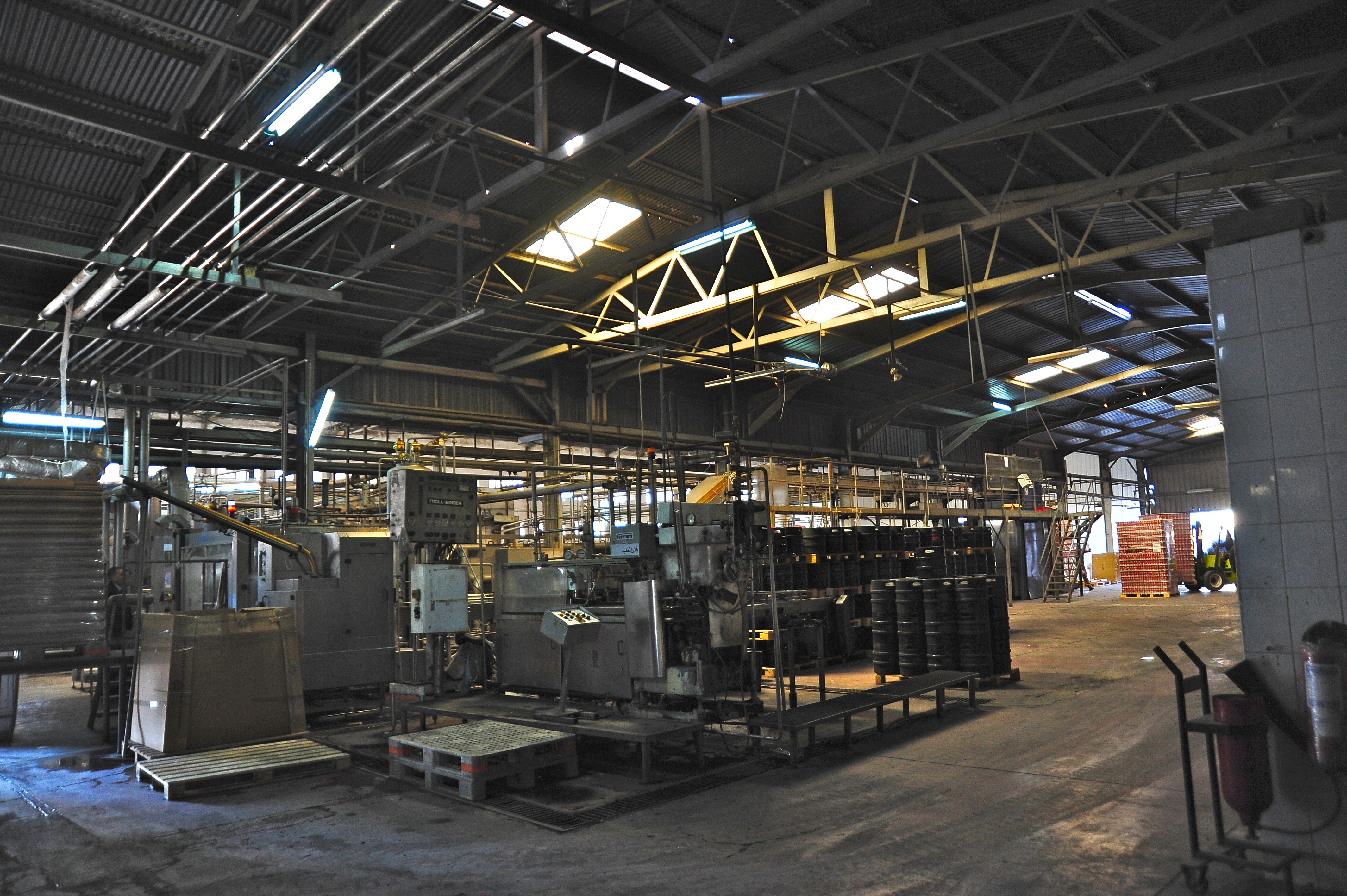
Una azienda vitivinicola nella città di Zarqa.

I vini prodotti in Giordania si caratterizzano per un equilibrio tra tradizione e innovazione. Le cantine giordane offrono una varietà di vini, dai rossi corposi ai bianchi freschi, con una crescente attenzione alla qualità e all'espressione del terroir locale. Tra i produttori più noti ci sono aziende come la Jordan River Winery e la Zaha Winery che stanno guadagnando riconoscimenti internazionali. I vini giordani sono spesso descritti come eleganti e raffinati con una buona capacità di invecchiamento. Il paese sta emergendo come una destinazione vinicola interessante anche se la produzione rimane ancora limitata rispetto ad altri paesi della regione.